# Barcita brunneoviridans
Barcita brunneoviridans är en fjärilsart som beskrevs av Paul Dognin 1912. Barcita brunneoviridans ingår i släktet Barcita och familjen nattflyn. Inga underarter finns listade i Catalogue of Life.